# 韦斯娜·德斯波托维奇
韦斯娜·德斯波托维奇（1961年4月18日—），塞尔维亚女子篮球运动员，司职中锋。她曾代表南斯拉夫国家队参加1980年夏季奥林匹克运动会篮球比赛，获得一枚铜牌。